# Katharsis (album Embraze)
Katharsis – czwarty studyjny albumem fińskiej heavymetalowej grupy Embraze. Album był nagrywany w Laponii. Został wydany 27 września 2002 przez wytwórnię Low Frequency Records.

## Lista utworów
1. My Star
2. Beautiful Death
3. Fear
4. The Sun Loves the Moon
5. Filthy Angel
6. Subzero
7. Frozen Swan
8. Closed
9. Calm And Distant
10. Kiiminkijoki
11. Sinmaker